# Pingshan (Shijiazhuang)
Pingshan (平山县,  Píngshān Xiàn) ist ein Kreis der bezirksfreien Stadt Shijiazhuang in der chinesischen Provinz Hebei. Die Fläche beträgt 2.641 Quadratkilometer und die Einwohnerzahl 433.429 (Stand: Zensus 2010).
Der ehemalige Sitz des Zentralkomitees der Kommunistischen Partei Chinas im Dorf Xibaipo (1949) (Xibaipo Zhong-Gong zhongyang jiuzhi 西柏坡中共中央旧址), die Stätte der alten Stadt Zhongshan (Zhongshan gucheng yizhi 中山古城遗址) – der Hauptstadt des Staates Zhongshan in der Zeit der Streitenden Reiche mit dem Mausoleum des Königs von Zhongshan in Pingshan – sowie der Pagodenwald des Wanshou-Tempels (Wanshou si ta lin 万寿寺塔林), eines buddhistischen Tempels aus der Zeit der Tang-Dynastie, stehen auf der Liste der Denkmäler der Volksrepublik China.

## Administrative Gliederung
Auf Gemeindeebene setzt sich der Kreis aus zwölf Großgemeinden und elf Gemeinden zusammen.